# Верхнепрусский диалект

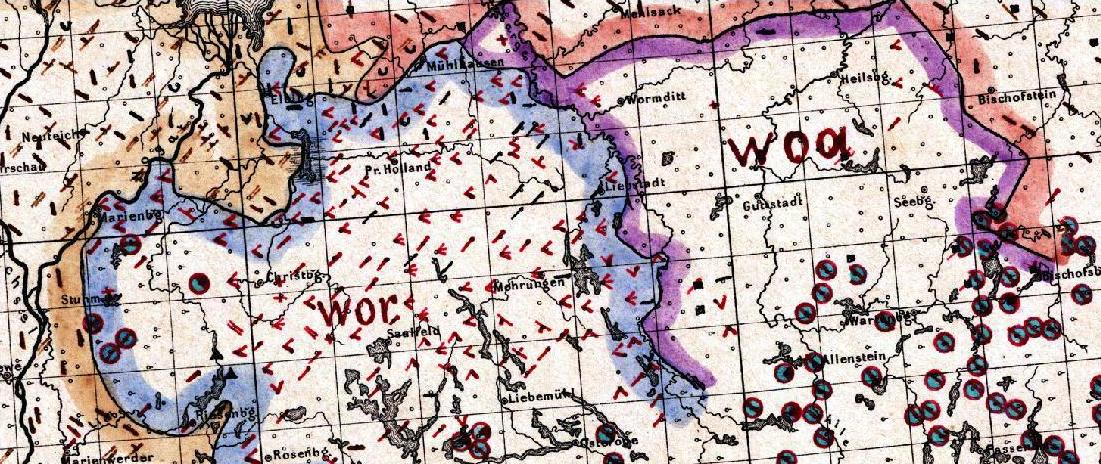
Линия wor/woa

Верхнепру́сский диале́кт (нем. Hochpreußisch) — (восточно)средненемецкий диалект, бывший в употреблении в Восточной Пруссии, прежде всего в Эрмланде (Вармия) и восточнопрусском Оберланде, южнее линии Бенрата. Возник в XIII веке в среде выходцев из Тюрингии и Саксонии.
Понятие «хохпройсиш» (Hochpreußisch), которое принято в диалектологии, является чисто академическим. Носители диалекта, как правило, не знают этого понятия и называют свой диалект «оберлэндиш» (Oberländisch) или «бреслауш» (Breslausch), в зависимости от региона. Оба диалекта составляют верхнепрусский и отчётливо друг от друга отличаются (оберлэндиш ближе к стандартному немецкому языку). Граница между ними проходила по реке Пасленка, которая совпадала с wor/woa-линией.
Особенностью верхнепрусского в фонетике является отсутствие огубления гласных (König → Kenig, Kräuter → Kraiter). В грамматике наблюдается выпадение конечной -n в инфинитиве, сохранение префикса ge- у глаголов в форме второго причастия.